# Лауфер Йосип
Йосип Лауфер (Ляуфер; 1812, Відень — 1846, Київ) — архітектор і літограф, представник романтизму.

## Біографія
Народився у 1812 році у місті Відні (нині Австрія). У 1830-ті—1840-ві роки працював на території нинішньої України, зокрема у 1844—1846 роках перебував у Києві, де збудував кілька приватних будинків за власними проєктами. Помер у Києві у 1846 році.

## Альбом літографій
У 1846 році видав альбом літографій «Види Києва», який складався із шести аркушів. Два з них: «Вид інституту благородних дівчат у Києві» та «Вид Києво-Печерської лаври від надбрамної церкви» — були виконані ним особисто. Інші літографії «Вид Товкучого ринку на Подолі», «Вид площі театру в Києві», «Вид Києва з боку Царського саду», «Вид Києва з лівого берега Дніпра» були виконані за рисунками Михайла Сажина, який пепебував у той час в Києві.